# تايجر إلكترونيك
تايجر إلكترونيك (بالإنجليزية: Tiger Electronics)‏ ، هي شركة أمريكية تعنى بصناعة ألعاب الفيديو وصناعة ألعاب الأطفال، أسس الشركة في إلينوي سنة 1978م.

## وصلات خارجية
- Wired article
- Tiger Handhelds at the Electronic Handheld Game Museum